# Helmut Lingen Verlag
Der Helmut Lingen Verlag ist ein Verlag mit Sitz in Köln, der Bücher für buchhändlerische Nebenmärkte produziert, unter anderem für Discountermärkte und im Auftrag für Industrieunternehmen.
Das Unternehmen hatte seinen Sitz zunächst in einem Büro auf der Kölner Schildergasse, später lange in Marienburg und ist seit 2003 in Deutz ansässig.

## Geschichte
Der Verlagsgründer Helmut Lingen (1927–2016) war zunächst in der Zeitungsbranche tätig, wo er in den 1950ern den so genannten „Leserservice“ als Kundenbindungsmaßnahme entwickelte: Wer eine Zeitung abonnierte, erhielt zusätzlich Zugriff auf weitere Inhalte und Bücher außerhalb des regulären Buchhandels („Treuebuch-Service“).
Aus diesem System erarbeitete Lingen das Geschäftsmodell für seinen Verlag, den er 1960 gründete. Er produzierte Unterhaltungsromane, Kochbücher oder Ratgeber, die über Tageszeitungen beworben und zum Teil in hohen Auflagen als günstige Sonderausgaben an Leserinnen und Leser verkauft wurden.
In den 1970er Jahren hieß es im Börsenblatt des Deutschen Buchhandels über den Verlag, er habe „gewissermaßen das Monopol im Geschäft mit dem Treuebuch“ und erreiche einen Jahresumsatz, der beinahe so hoch sei wie der des wissenschaftlichen Springer-Verlages. Sein „Riesenunternehmen“ komme dennoch mit „nicht einmal zwei Dutzend Mitarbeitern“ aus. Bestseller des Verlages waren Zweitverwertungen von Romanen Utta Danellas, Heinz G. Konsaliks und Johannes Mario Simmels, außerdem Bildbände zu den Olympischen Spielen 1972 oder der Fußball-Weltmeisterschaft 1974. Zum Sortiment gehörten außerdem Kinderbücher, etwa die  „Mecki“-Bücher, sowie Kochbücher, Ratgeber, Kalender und andere Produkte.
Anfang 1989 verkaufte Helmut Lingen seine Unternehmensanteile an seinen Mitgeschäftsführer Dietrich Pinkerneil († 2001). Übernahmeangebote von außen lehnte er ab. Lingen war noch bis 2014 im Verlag aktiv; nach seinem Ausscheiden übernahm Mitinhaber Werner Schulte die Geschäftsführung. Helmit Lingen starb am 29. September 2016 in Köln.
Lingen war verheiratet mit Ruth Lingen, mit der er bereits 1993 die Helmut-und-Ruth-Lingen-Stiftung gegründet hatte. Diese fördert insbesondere medizinische Wissenschaft und Forschung sowie demokratisch-politische Bildungsarbeit. Unter anderem war sie Mitinitiatorin des Gutenberg-Recherchepreises zur Würdigung kritischen Zeitungsjournalismus und förderte von 2018 bis 2021 die Restaurierung von Funden aus der Archäologischen Zone Köln jährlich mit fünfstelligen Spendensummen. Darüber hinaus stiftet sie jährlich den hochdotierten Lingen-Preis zur Förderung medizinischer Wissenschaft und Forschung.

## Geschäftsfelder und Sortiment
Hauptgeschäft des Verlags war und ist nach wie vor, auch nach dem Ausscheiden des Gründers, der Leserservice für Tageszeitungen. Viele Produkte sind Lizenzausgaben oder auf die Anforderungen der Kundschaft individualisierte Bücher. Eine Eigenmarke ist die Kinderbuchserie Leo Lesemaus. In einer Aktion mit Marie Luise Marjan brachte Lingen das Buch Kindheitsträume heraus, das Marjan wiederum in den Redaktionen von Zeitungsverlagen signierte.
Eine weitere Sparte ist die auftragsbezogene Produktion für kommerzielle Kunden wie Lebensmittel-Discounter, aber auch Automobilunternehmen und Versicherungen. Außerdem gibt es Buchprojekte in Zusammenarbeit mit dem Teleshoppingsender QVC, die einen Bezug zu dort vertriebenen Produkten haben. Auch andere Bücher werden häufig im Zusammenhang mit anderen Produkten vermarktet, etwa Lernmaterialien zusammen mit Scout-Schulranzen.
Ergänzt wird das Sortiment durch Kalender aller Art.